# Moerbei
Moerbei (Morus) is een geslacht van tien tot zestien soorten bladverliezende bomen uit de moerbeifamilie (Moraceae). De planten komen van nature voor in de warm-gematigde streken en subtropische regio's van Azië, Afrika en Noord-Amerika. De meeste soorten komen van nature voor in Azië. In Europa komt de moerbeiboom in zuidoost Hongarije in het wild voor.
Het nauw verwante geslacht Broussonetia wordt ook wel moerbei genoemd, met name de papiermoerbei (Broussonetia papyrifera).

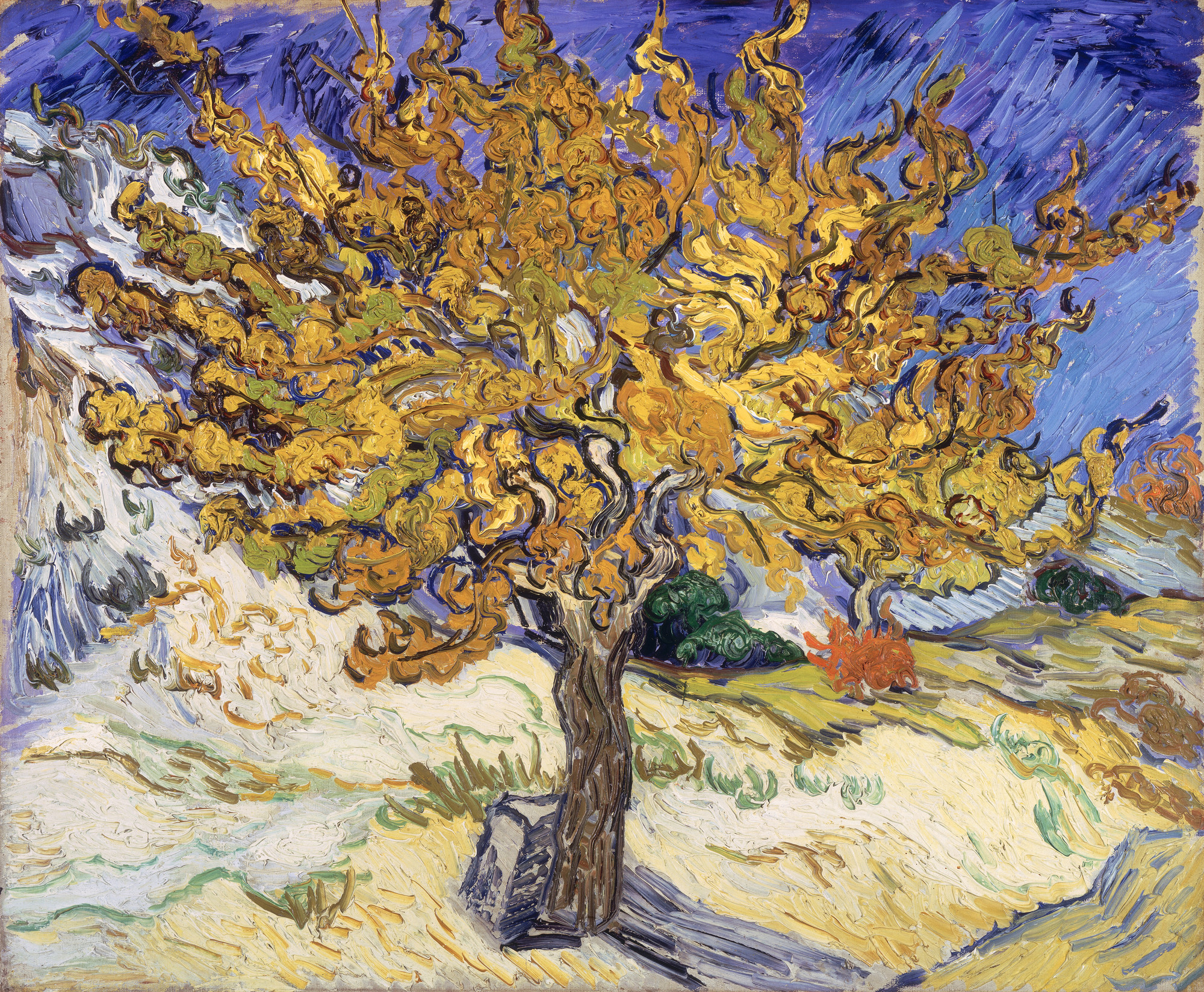
Moerbeiboom
(1889), Vincent van Gogh, Norton Simon Museum

## Soorten
De taxonomie van Morus is complex en discutabel. Meer dan 150 soortnamen zijn gepubliceerd, maar in het algemeen worden maar tien tot zestien soorten geaccepteerd, hoewel verschillende bronnen 'verschillende' selecties van correcte namen citeren. De classificatie wordt ook gecompliceerd door wijdverbreide hybridisatie, waarbij de hybriden vruchtbaar zijn.
De volgende soorten worden algemeen geaccepteerd:
- witte moerbei (Morus alba) - Oost-Azië
- Chinese moerbei (Morus australis) - Zuidoost-Azië
- Afrikaanse moerbei (Morus mesozygia) - zuidelijk en Centraal-Afrika
- Texaanse moerbei (Morus microphylla) - Texas, Mexico
- zwarte moerbei (Morus nigra) - Zuidwest-Azië
- rode moerbei (Morus rubra) - oostelijk Noord-Amerika

De volgende soorten, die uit oostelijk en zuidelijk Azië komen, worden aanvullend geaccepteerd door een of meerdere taxonomische lijsten of studies. Synoniemen zoals gegeven door andere lijsten of studies worden tussen haakjes aangegeven.
- Morus atropurpurea
- Morus bombycis (Morus australis)
- Morus cathayana
- Morus indica (Morus alba)
- Morus japonica (Morus alba)
- Morus kagayamae (Morus australis)
- Morus laevigata (Morus alba var. laevigata, Morus macroura)
- Morus latifolia (Morus alba)
- Morus liboensis
- Morus macroura (Morus alba var. laevigata)
- Morus mongolica (Morus alba var. mongolica)
- Morus multicaulis (Morus alba)
- Morus notabilis
- Morus rotundiloba
- Morus serrata (Himalaya-moerbei, Morusalba var. serrata)
- Morus tillaefolia
- Morus trilobata (Morus australis var. trilobata)
- Morus wittiorum

## Gebruik en cultuur
De smaak van de vruchten van de zwarte moerbei (van nature voorkomend in Zuidwest-Azië) en de rode moerbei (van nature voorkomend in oostelijk Noord-Amerika) worden het meest gewaardeerd. De vruchten van de witte moerbei, een Oost-Aziatische soort die op grote schaal is genaturaliseerd in stedelijke gebieden in oostelijk Noord-Amerika, hebben een andere smaak, die soms wordt gekarakteriseerd als smaakloos. De rode moerbei had aan het begin van de twintigste eeuw ook een relatief grote verspreiding in West-Europese siertuinen.
De rijpe vruchten, die vlekken kunnen veroorzaken, bevatten aanzienlijke hoeveelheden resveratrol, dat ook in druiven voorkomt. Ze worden verwerkt in gebak en wijnen. Ook is er jam van te maken. Moerbeiwodka is een specialiteit uit Nagorno-Karabach. De bast wordt wel gebruikt om er papier, zoals Xuan-papier, mee te maken.
De bladeren van de witte moerbei zijn van economisch belang omdat ze het enige voedsel zijn van de zijderups, die wordt gekweekt ten behoeve van de zijdeproductie. De larven van andere Lepidoptera-soorten voeden zich soms ook met deze plant, bijvoorbeeld de kleine zomervlinder, de lindepijlstaart en het bont schaapje. De buxusmot wordt ook aangetroffen op de bladeren van de moerbei.
Moerbeien kunnen uit zaad worden opgekweekt, die dan vaak een betere conditie hebben. Meestal worden ze echter opgekweekt uit (grote) stekken, die makkelijk wortelen.